# تانيا ماليت
تانيا ماليت (بالإنجليزية: Tania Mallet)‏ هي عارضة وممثلة بريطانية، ولدت في 19 مايو 1941 في المملكة المتحدة.

## أعمال

### أفلام
- (1964) إصبع الذهب[3][4]

## وصلات خارجية
- تانيا ماليت على موقع IMDb (الإنجليزية)
- تانيا ماليت على موقع روتن توميتوز (الإنجليزية)
- تانيا ماليت على موقع ألو سيني (الفرنسية)
- تانيا ماليت على موقع أول موفي (الإنجليزية)
- تانيا ماليت على موقع قاعدة بيانات الأفلام السويدية (السويدية)
- تانيا ماليت على موقع قاعدة بيانات الفيلم (الإنجليزية)
- تانيا ماليت على موقع كينوبويسك (الروسية)